# جف بزانسون (برنامه‌نویس)

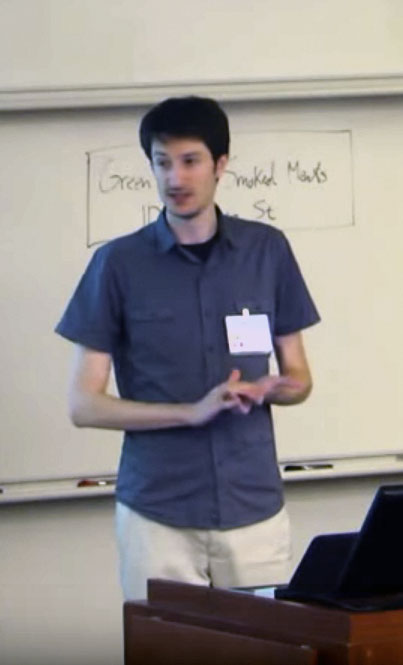
جف بزانسون در حال ارائه جلسه خود "معرفی به جولیا اینترنال" در جولیاکون ۲۰۱۴

جف بزانسون (به انگلیسی: Jeff Bezanson) (متولد۲۶ دسامبر ۱۹۸۱) دانشمند رایانه آمریکایی است که به دلیل ایجاد مشترک زبان برنامه‌نویسی جولیا با استفان کارپینسکی ، آلن ادلمن و ویروس بی. شاه در سال ۲۰۱۲ شناخته شده است. این زبان باعث ایجاد برنامه‌نویسی رایانه جولیا شد. بزانسون به‌عنوان بنیان‌گذار شرکت و یکی از خالقان زبان، جایزه جی اچ ویلکینسون را در سال ۲۰۱۹ برای کار بر روی زبان برنامه‌نویسی جولیا در کنار شاه و کارپینسکی دریافت کرد. بزانسون همچنین به عنوان نویسنده مقالات دانشگاهی در مورد زبان جولیا ذکر شده است.

## تحصیلات
بزانسون پس از دریافت مدرک کارشناسی از هاروارد در سال ۲۰۰۴، برای تحصیلات تکمیلی و تحقیق در زمینه محاسبات فنی به مؤسسه فناوری ماساچوست رفت و دکترای خود را در سال ۲۰۱۵دریافت کرد؛ پایان‌نامه او با عنوان چکیده در محاسبات فنی (۲۰۱۵) است.

## جوایز
در سال ۲۰۱۹، بزانسون جایزه جی. اچ. ویلکینسون را برای نرم‌افزار عددی به همراه استفان کارپینسکی و ویروس بی. شاه برای کار بر روی زبان برنامه‌نویسی جولیا دریافت کرد.